# 始鉤頭虫綱
始鉤頭虫綱 (しこうとうちゅうこう、Eoacanthocephala)は、鉤頭動物門の中の綱の1つである。成体は主にカメや魚等の海洋性のあらゆる変温動物に寄生する。セメント腺を1つだけ持つという特徴で他から見分けられる。これは原始的な特徴であり、学名にも表れている。
次の2つの目に分かれる。
- クアドリギルス目 (Gyracanthocephala)
- シンコウトウチュウ目 (Neoechinorhynchida)